# Condado de Yoakum
O Condado de Yoakum é um dos 254 condados do estado norte-americano do Texas. A sede do condado é Plains, e sua maior cidade é Plains.
O condado possui uma área de 2071 km² (dos quais 0 km² estão cobertos por água), uma população de 7879 habitantes, e uma densidade populacional de 3,8 hab/km² (segundo o censo nacional de 2010).
O condado foi criado em 1876. Até 2013 foi um dos condados do Texas que proibiam a venda de bebidas alcoólicas.